# Ramal de Viana-Doca

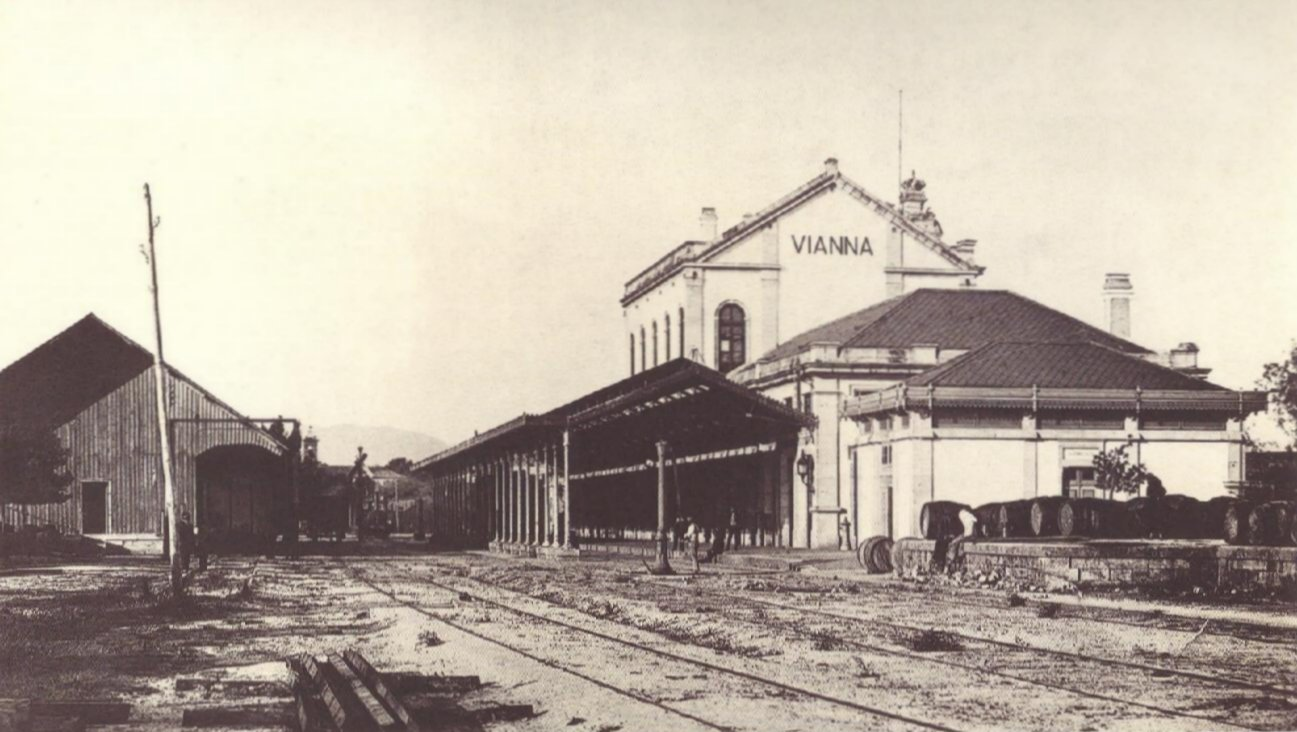
Estação de Viana do Castelo, fotografada por Emílio Biel (1838-1915)

O Ramal de Viana-Doca (também referido, muitas vezes, como Ramal da Doca-Viana) foi um troço ferroviário, em Portugal, com um extensão de 2,313 km em bitola ibérica, que ligava a Estação de Viana do Castelo, na Linha do Minho, ao porto da cidade. Entrou ao serviço em 20 de Março de 1924. Uma ligação ferrovária semelhante, o Ramal do Porto de Viana, está planeada desde inícios da década de 2000[carece de fontes?].

## História

### Antecedentes
O Porto de Viana do Castelo situa-se no estuário do Rio Lima, tendo funcionado, ao longo da sua história, não só como porto de pesca e de abrigo para as embarcações, mas também como um importante entreposto comercial. Com efeito, ainda no Século XIX o Rio Lima era navegável em grande parte do seu percurso, ligando o porto de Viana até Ponte da Barca e Arcos de Valdevez. Devido a problemas de navegabilidade no Rio Cávado, as comunicações do Porto até Braga e Barcelos também eram feitas por Viana do Castelo, utilizando o Rio Lima até Carregadouro, e depois seguindo por estrada.
No entanto, o progressivo assoreamento do Rio Lima, a abertura da estrada de Braga ao Porto e o início das carreiras de diligências de Viana do Castelo até Ponte da Barca e Arcos de Valdevez reduziram o movimento naquele eixo fluvial, retirando importância ao Porto de Viana do Castelo. Além disso, também se verificou uma redução nos navios de longo curso, devido a uma maior concentração nos portos de Leixões e Lisboa, e na cabotagem marítima, em virtude do desenvolvimento dos transportes terrestres.
Por outro lado, após a abertura da linha férrea, em 1 de Julho de 1878, a estação de Viana do Castelo passou a ser utilizada para reexportar por caminho de ferro os produtos que chegavam ao porto, vindo das colónias e do estrangeiro. A estação foi construída no limite Norte da cidade, enquanto que as docas ficavam no Sul, e não existindo uma ligação directa entre as docas e a gare ferroviária, as mercadorias tinham de ser transportadas pelas ruas, atravessando toda a cidade. Porém, a maior parte dos arruamentos tinham sido abertos de forma paralela à margem do rio, existindo apenas algumas artérias perpendiculares, e mesmo essas eram normalmente mais estreitas e irregulares, sendo de importância secundária. Este factor gerava grandes problemas de tráfego, que dificultavam o transporte das mercadorias.
A Câmara Municipal estava ciente desta questão desde o princípio, e procurou alargar algumas das ruas perpendiculares, nomeadamente as dos Crúzios, da Carreira e de Santa Ana. Quando a Rua de Santa Ana foi alargada para uma avenida, em 1876, já estava em planeamento a abertura de uma nova avenida entre a futura estação e a doca, mas não dispunha de recursos financeiros para esse projecto. Depois de várias alterações e projectos, a artéria entre a doca e a estação foi aberta em 1917, com o nome de Avenida Central, futuramente renomeada para Avenida dos Combatentes da Grande Guerra.

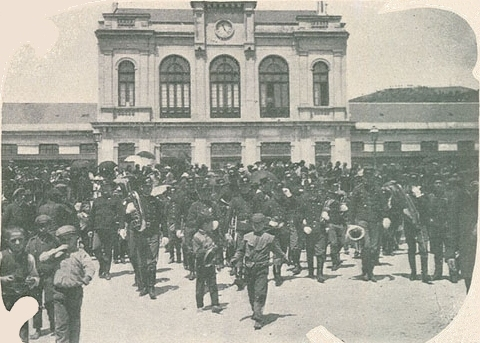
Estação de Viana do Castelo em 1911.

### Planeamento e construção
Em 22 de Março de 1889, foi feito um projecto para desviar a estrada real n.º 4, para ceder à doca uma faixa de terreno onde se iria construir o ramal entre a estação e a doca. Este projecto contemplou a alteração do traçado entre o limite oriental da Doca da Dízima e o Campo do Castelo, tendo sido concluído em 1894.
No entanto, o processo para a construção do ramal só começou em 1909, quando a câmara pediu ao Ministério das Obras Públicas para construir o ramal, como forma de facilitar a deslocação das mercadorias, retirando os camiões das ruas da cidade.
Em 1911, foi formada a Comissão dos Melhoramentos do Porto e Doca de Viana do Castelo, que tinha como objectivo desenvolver a as instalações portuárias. Um dos seus objectivos era executar os estudos necessários para a instalação do ramal para a doca, que era considerado o mais importante componente do projecto. Desta forma, esperava-se combater a concorrência dos outros portos, aumentando o movimento de mercadorias. Previa-se que iria crescer o tráfego de madeira, carvão, sal e outras mercadorias.
Foi delineado um novo projecto, alterando o traçado para ocupar principalmente terrenos municipais e estatais, reduzindo dessa forma os custos de construção em relação ao projecto de 1889. As obras iniciariam-se em 1918. Para a construção, foi necessário expropriar cinco casas térreas e 833.5 m2 de terrenos, mudar a Fonte do Assento, e demolir o redondel das touradas no Campo do Castelo, que foi reconstruído no mesmo campo, numa posição mais a Oeste, em 1921.

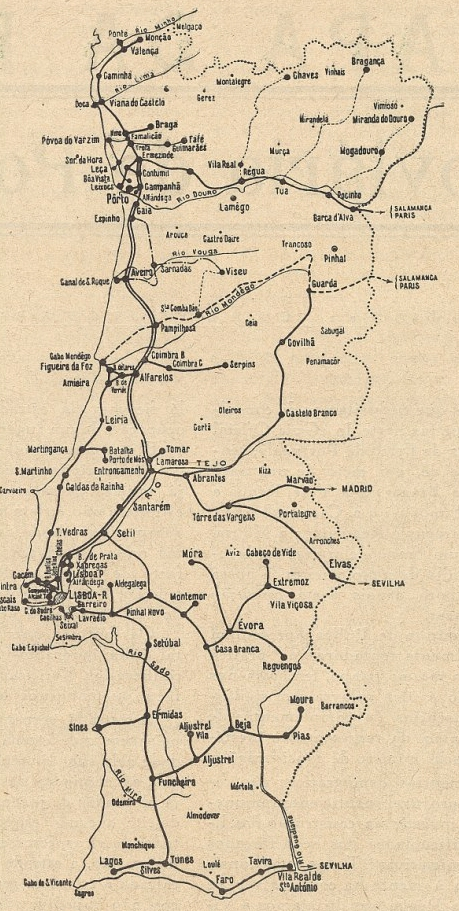
Mapa da rede ferroviária em meados do Século XX, incluindo o Ramal de Viana-Doca.

### Inauguração e operação
O ramal foi inaugurado a 20 de Março de 1924. O atraso da construção do ramal foi considerado como um exemplo da falta de interesse que existia em ligar a rede nacional de caminhos de ferro aos terminais portuários.
Com a inauguração do ramal, a autarquia de Viana do Castelo pôde restringir o tráfego de mercadorias na Avenida Central ainda em 1924, de forma a reconvertê-la num passeio arborizado.
No relatório de 1931 - 1932 da Direcção Geral de Caminhos de Ferro, este ramal aparece como sendo propriedade do estado, mas explorado pela Companhia dos Caminhos de Ferro Portugueses.
O ramal servia essencialmente para o transporte de mercadorias para o Porto de Viana do Castelo, materiais para os Estaleiros de Viana do Castelo e de pessoas que trabalhavam nesses locais (que viajavam acomodadas ao pé da carga). Entre as mercadorias transportadas, estavam os vinhos na zona do Alto Lima, exportados para o estrangeiro através do porto de Viana do Castelo.

### Encerramento
O Ramal de Viana-Doca, sem qualquer obra de arte no seu percurso, foi encerrado no Verão de 1988.
Pela Resolução do Conselho de Ministros n.º 102/99, de 9 de Setembro de 1999, o ramal foi desafectado do domínio público ferroviário e os terrenos passados para a posse da Câmara Municipal de Viana do Castelo para reordenamento urbanístico e viário da zona.

## Itinerário
O ramal saía da Estação de Viana do Castelo pela Linha do Minho, na direcção de Valença, e, 100 metros depois, virava à esquerda na direcção do litoral, passando pela Igreja de Nossa Senhora da Agonia, mais à frente pelos Estaleiros de Viana do Castelo, terminando na doca do porto.